# Flegont
Flegont (grec antic: Φλέγων, llatí: Phlegon) fou un llibert de l'emperador Hadrià (i no pas d'August, com diu la Suïda per error) nadiu de Tral·les de Lídia que va destacar per la seva activitat com a escriptor. Va escriure un llibre sobre les olimpíades que arriba fins a l'olimpíada 229, l'any 137, cosa permet situar la seva mort després d'aquesta data. De tots els seus escrits se'n conserven dos de breus, i la resta es coneix només per referències d'altres autors.
Les seves obres són:
- Περὶ θαυμασίων (Sobre les coses admirables), un tractat sobre fets meravellosos que ha arribat fins avui excepte l'inici. És una obra deficient i plena de contes ridículs. Aquesta obra s'ha conservat.
- Περὶ μακροβίων (Sobre la llarga vida), un llibre que també es conserva, d'unes quantes pàgines, que ofereix una llista de noms de persones que a Itàlia havien arribat a més de cent anys. Va ser copiat de les llistes dels censors (έξαυτῶν τῶν ἀποτιμήσεων), i no té gens d'interès. Al final hi ha un extracte dels oracles de la Sibil·la. Aquesta obra s'ha conservat.
- Ολυμπιονικω̂ν καὶ χρονικω̂ν συναγωγή, o χρυνογραφίαι o ̓Ολυμπιάσες, disset llibres sobre les olimpíades, que donen notícia des de l'Olimpíada 1 (776 aC) fins a l'Olimpíada 229 (any 137). Estava dedicat a Alcíbíades, un membre de la guàrdia personal d'Hadrià. Aquesta va ser l'obra més important de Flegont. L'inici del manuscrit es conserva en altres obres d'ell, i Foci dona un extracte de l'Olimpíada 177. Només es coneix pels comentaris que en fan Jeroni d'Estridó, Esteve de Bizanci, Orígenes i altres.
- ̓Ολυμπιάσες ἐν βιβλίοις ή, un llibre també sobre les Olimpíades, que sembla un resum de l'anterior.
- Επιτομὴ ̓Ολυμπιονικω̂ν ἐν βιβλίοις β́; la Suïda esmenta aquest epítom de les Olimpíades, que segurament seria un llistat de guanyadors als Jocs Olímpics.
- Εκφπρσις Σικελίας
- Περὶ τω̂ν παρὰ ̔Ρωμαίοις ἑοθτω̂ν βιβλία γ́
- Περὶ τω̂ν ἐν ̔Ρώμῃ τόπων καὶ ω̂ν ἐπικέκλην ται ὀνομάτοων, aquesta obra i les dues anteriors només les esmenta la Suïda.
- Un vida d'Hadrià escrita realment pel mateix emperador però publicada com a obra de Flegont, segons Espartià.
- Γυμαι̂κες ἐν πολεμικοι̂ς συνεταὶ καὶ ἀνδρει̂αι, un petit tractat que probablement no era de Flegont.[1]